# Jan Waldner
Jan Waldner (Merano, 23 marzo 1992) è un ex hockeista su ghiaccio italiano, di ruolo attaccante.

## Palmarès
- Campionati italiani di seconda serie (Serie A2/Seconda divisione/Italian Hockey League): 3

Appiano: Serie A2 2012-2013, Seconda Divisione 2013-2014, IHL 2017-2018